# Picen
Picen – organiczny związek chemiczny z grupy policyklicznych węglowodorów aromatycznych. Można go wyizolować z karbolineum uzyskanego z węgla brunatnego. W temperaturze poniżej 18 K wykazuje nadprzewodnictwo.